# 沃尔夫冈·克莱门特
沃尔夫冈·克莱门特（德語：Wolfgang Clement，1940年7月7日—2020年9月27日），德国政治人物，德国社会民主党党员、前副主席，曾任北莱茵-威斯特法伦州长、德国联邦经济和劳工部长等职。

## 生平
从波鸿的中学毕业后，他在多特蒙德的《威斯特法伦评论》报社实习，随后在明斯特大学学习法学。毕业后，他在马尔堡大学担任助理。1968年，他回到《威斯特法伦评论》，历任政治编辑、主任编辑、副总编辑。1970年加入德国社会民主党。
1981年至1986年，他担任德国社会民主党联邦执行委员会发言人。1986年至1989年，任《汉堡晨报》总编辑。1989年，他被約翰內斯·勞任命为北莱茵-威斯特法伦州政府秘书长。1990年州议会选举后，转任特别事务厅厅长。1993年当选为州议会议员，1995年转任经济、中小企業、技术与交通厅厅长。
1994年至2001年，担任德国社会民主党北莱茵-威斯特法伦州执行委员会委员，1996年升任副主席，1997年进入德国社会民主党联邦执行委员会，1999年12月升任德国社会民主党副主席。1998年5月，他接替約翰內斯·勞，当选北莱茵-威斯特法伦州长。他在同年6月宣布将司法和内政合并为一个部门。该决定引起了其他政党以及德国法官协会和律师协会的关注，因为这被视为违反了权力分立的基本原则。次年，州宪法法院裁定合并违宪。
2002年至2005年，他出任联邦经济和劳工部长。2008年初，他公开批评德国社会民主党主席库特·贝克的政策方针，认为社会民主党正越来越“左”。同年11月退党。在2009年9月德国大选前，他曾公开称赞右翼的自由民主党才是德国唯一进步的党。
2007年，他受聘为杜伊斯堡-埃森大学客座教授。
2017年，德國聯邦衛生部长赫爾曼·格羅厄任命他为特别专员，负责将德国争取为欧洲药品管理局总部。
2020年9月27日因肺癌逝世。